# Jacqueline de Bueil
Jacqueline de Bueil, född 1588, död 1651, var en fransk adelskvinna. Hon är känd som mätress till kung Henrik IV av Frankrike mellan 1604 och 1608. 